# Janików (województwo dolnośląskie)
Janików (niem. Jankau, w latach 1937 - 1945 Grünaue) – wieś w Polsce położona w województwie dolnośląskim, w powiecie oławskim, w gminie Oława.
W latach 1975–1998 miejscowość administracyjnie należała do województwa wrocławskiego.